# Riemerling Challenger 1993
Il Riemerling Challenger 1993 è stato un torneo di tennis facente parte della categoria ATP Challenger Series nell'ambito dell'ATP Challenger Series 1993. Il torneo si è giocato a Riemerling in Germania dal 19 al 25 aprile 1993 su campi in terra rossa.

## Vincitori

### Singolare
Emilio Benfele Álvarez ha battuto in finale  Xavier Daufresne con il punteggio di 6–2, 6–2

### Doppio
Maurice Ruah /  Mario Tabares hanno battuto in finale  Sander Groen /  Arne Thoms con il punteggio di 6–3, 6–3